# William Bell (fotograf)

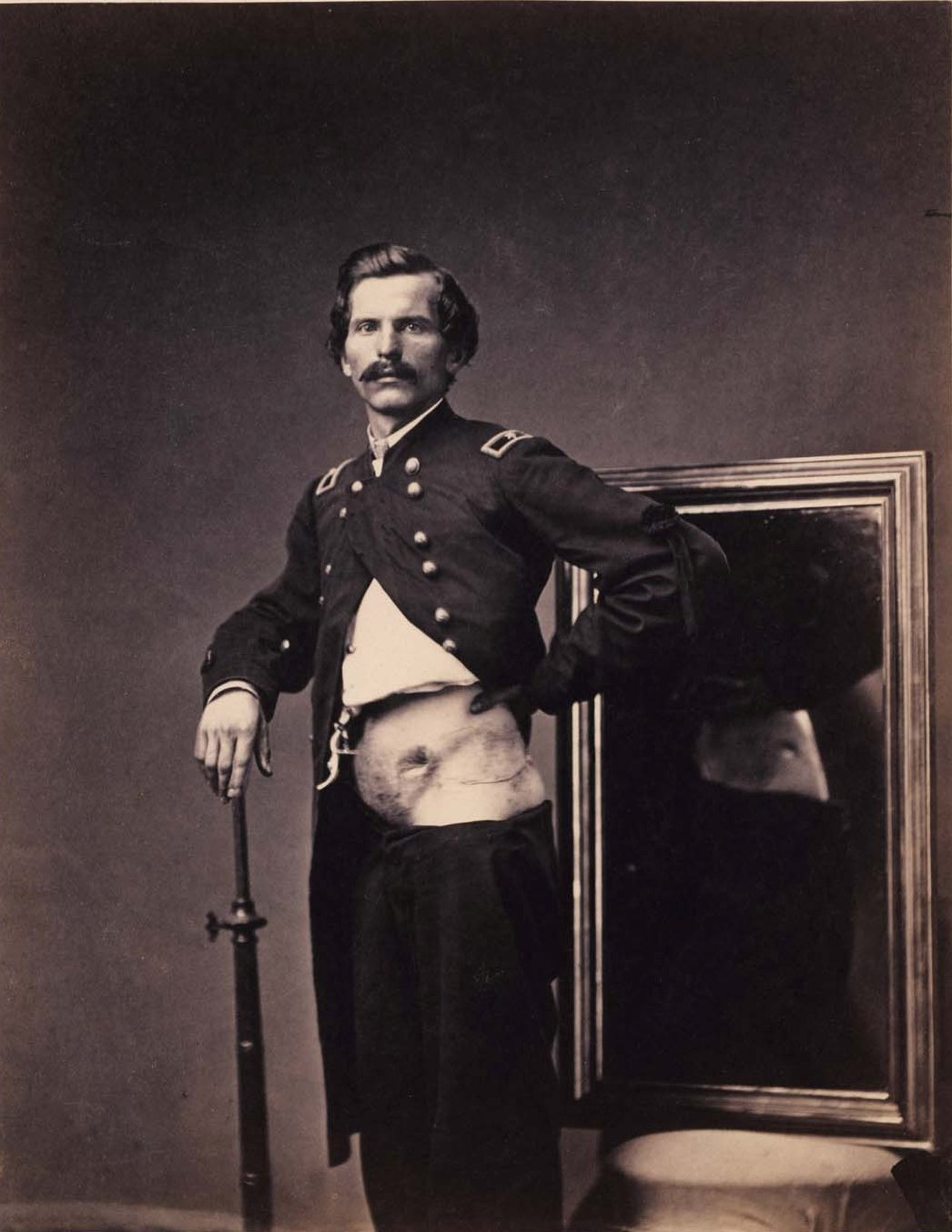
William Bell: Střelná rána majora H. A. Barnuma, 1865

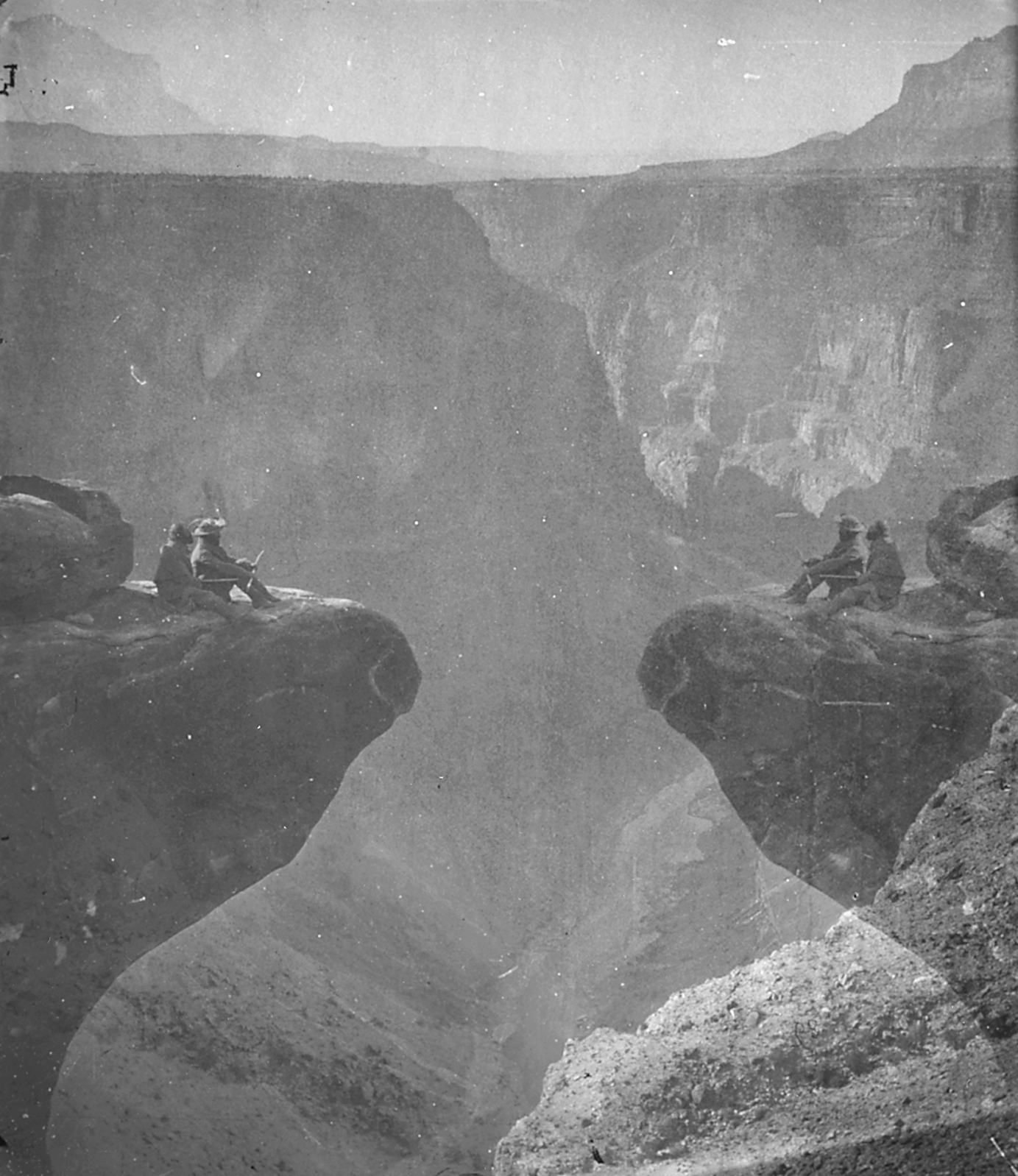
Ďáblova kovadlina nad řekou Colorado, Arizona

Nezaměňovat s článkem William Abraham Bell, který byl také fotografem.
William Bell (1830 Liverpool, Spojené království – 28. ledna 1910 Filadelfie, Pensylvánie, USA) byl americký fotograf narozený v Anglii, aktivní převážně v pozdější polovině 19. století. Nejznámější je tím, že fotograficky dokumentoval zranění a choroby vojáků americké občanské války pro armádní muzeum medicíny, z nichž mnohé byly publikovány v lékařské knize Medical and Surgical History of the War of the Rebellion (Historie medicíny a chirurgie válečné vzpoury). Kromě toho fotografoval západní krajinu při své účasti na Wheelerově expedici v roce 1872. Později, ve svém zralém věku, psal odborné články o suchém želatinovém procesu do různých fotografických časopisů.

## Životopis
Narodil se v roce 1830 v Liverpoolu, ale se svými rodiči během svého dětství emigroval do Spojených států. Poté, co jeho rodiče zemřeli na epidemii cholery odešel ke kvakerské rodině do Abingtonu v Pensylvánii, ven z Philadelphie. V roce 1846, po vypuknutí Mexicko-americké války Bell odcestoval do Louisiany a vstoupil do amerického 6. pěšího pluku.
Po skončení války v roce 1848 se Bell vrátil do Filadelfie a vstoupil do daguerreotypického studia svého švagra Johna Keenana. V roce 1852 otevřel vlastní fotografické studio na Chestnut Street a po celý zbytek svého života provozoval nebo společně vedl studio v centru Filadelfie. V roce 1862, hned po vypuknutí Americké občanské války, se Bell zapsal do Prvního pluku pensylvánských dobrovolníků a zúčastnil se bitvy u Antietamu a bitvy u Gettysburgu.
Po válce Bell nastoupil jako šéf fotografického oddělení do armádního muzea medicíny (dnes Národní muzeum zdraví a lékařství) ve Washingtonu. Velkou část roku 1865 strávil fotografickou dokumentací vojáků s různými nemocemi, poraněními a amputacemi, z nichž mnohé byly publikovány v knize Medical and Surgical History of the War of the Rebellion (Historie medicíny a chirurgie válečné vzpoury). Portrétoval také hodnostáře, kteří muzeum navštívili a fotografoval také na bojištích Americké občanské války. V roce 1867 se vrátil do Filadelfie, kde pořídil studio Jamese McCleese.
V roce 1872 se Bell zúčastnil průzkumné expedice George Wheelera, jejímž úkolem bylo mapování americké země na západ od 100. poledníku, jako náhradník za fotografa Timothyho H. O'Sullivana. Během výpravy pořídil celou řadu velkoformátových snímků a stereofotografií krajin v poměrně neprozkoumané oblasti poblíž řeky Colorado ve státech Utah a Arizona. Během expedice experimentoval se suchým želatinovým procesem, na který se stal velkým odborníkem.
Po expedici se Bell vrátil do svého studia ve Filadelfii a v roce 1876 vystavoval své práce na filadelfské světové výstavě . Po této výstavě prodal své studio na Chestnut Street svému zeti Williamu H. Rauovi. V roce 1882 byl Bell najat Námořnictvem Spojených států amerických jako fotograf pro expedici zkoumající přechod Venuše. Během cesty do Patagonie, kde se konalo pozorování tranzitu, Bell zachytil sérii snímků brazilské botanické zahrady v Riu de Janeiro.
Bell trávil většinu pozdějších letech na práci ve studiu a psaní odborných článků pro odborné časopisy, jako byly například Photographic Mosaics nebo Philadelphia Photographer. V roce 1892 odcestoval do Evropy fotografovat malby pro světovou výstavu v Kolumbii v roce 1893. Zemřel 28. ledna 1910 po dlouhé nemoci ve svém domě na Boston Avenue ve Filadelfii.
Společně s jeho zetěm Williamem Rauem, byli zapálenými fotografy také Bellův syn Sargent a jeho dcera Louisa. Jeho syn Henry pracoval jako rytec.

## Dílo
Jeho kariéra trvala šest desetiletí, Bell pracoval od raných počátků fotografických procesů – daguerrotypie, mokrého kolodiového procesu, albuminového tisku, stereofotografie až do období počátků klasického fotografického filmu. Je považován za průkopníka suchého želatinového procesu a diapozitivního procesu, experimentoval s noční fotografií, přičemž scénu osvětloval zapálením hořčíkového drátu. Psal odborné články o technice na téma želatinových emulzí využití pyrogallolu k získání zlata z odpadních roztoků, a vyvolávání isochromatických desek.
Ne Wheelerově průzkumné expedici používal Bell dva fotoaparáty – velkoformátový fotoaparát o rozměrech desky 28x20 cm a kameru o rozměrech 20 x 13 cm pro stereofotografie. Na svých expedicích využíval jak mokrý, tak i suchý kolodiový proces a jeho fotografie jsou charakteristické tmavým popředím s prvky zvyšujících se světlých tónů se vzrůstající vzdáleností. Krajinářské fotografie v jeho díle zastupují například: Grand Canyon, Marble Canyon, Paria River, Mount Nebo a stará mormonská sídla v Moně v Utahu.
Bellovy práce byly vystaveny na Vídeňské světové výstavě a na průmyslové výstavě v Louisville v roce 1873 a na výstavě Centennial Exposition v roce 1876. Jeho snímky jsou součástí sbírek muzea Smithsonian American Art Museum,, National Museum of Health and Medicine, Oddělení tisku a fotografie Knihovny Kongresu a také fotografického muzea George Eastmana.

## Galerie

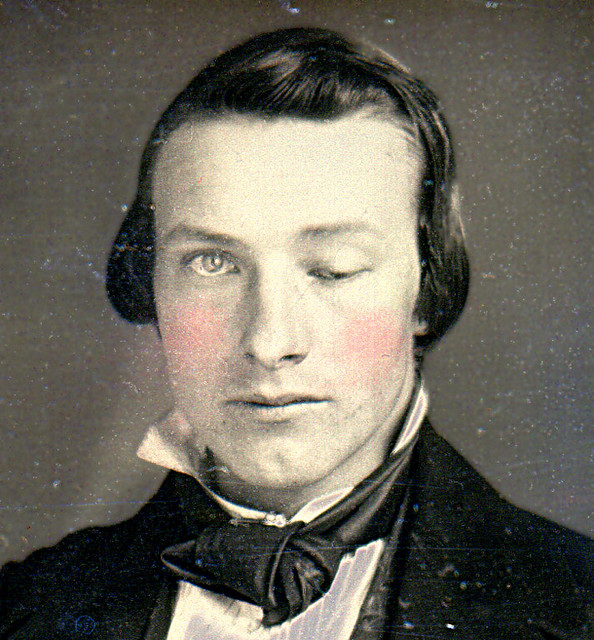
Pacient s ptózou, 1852
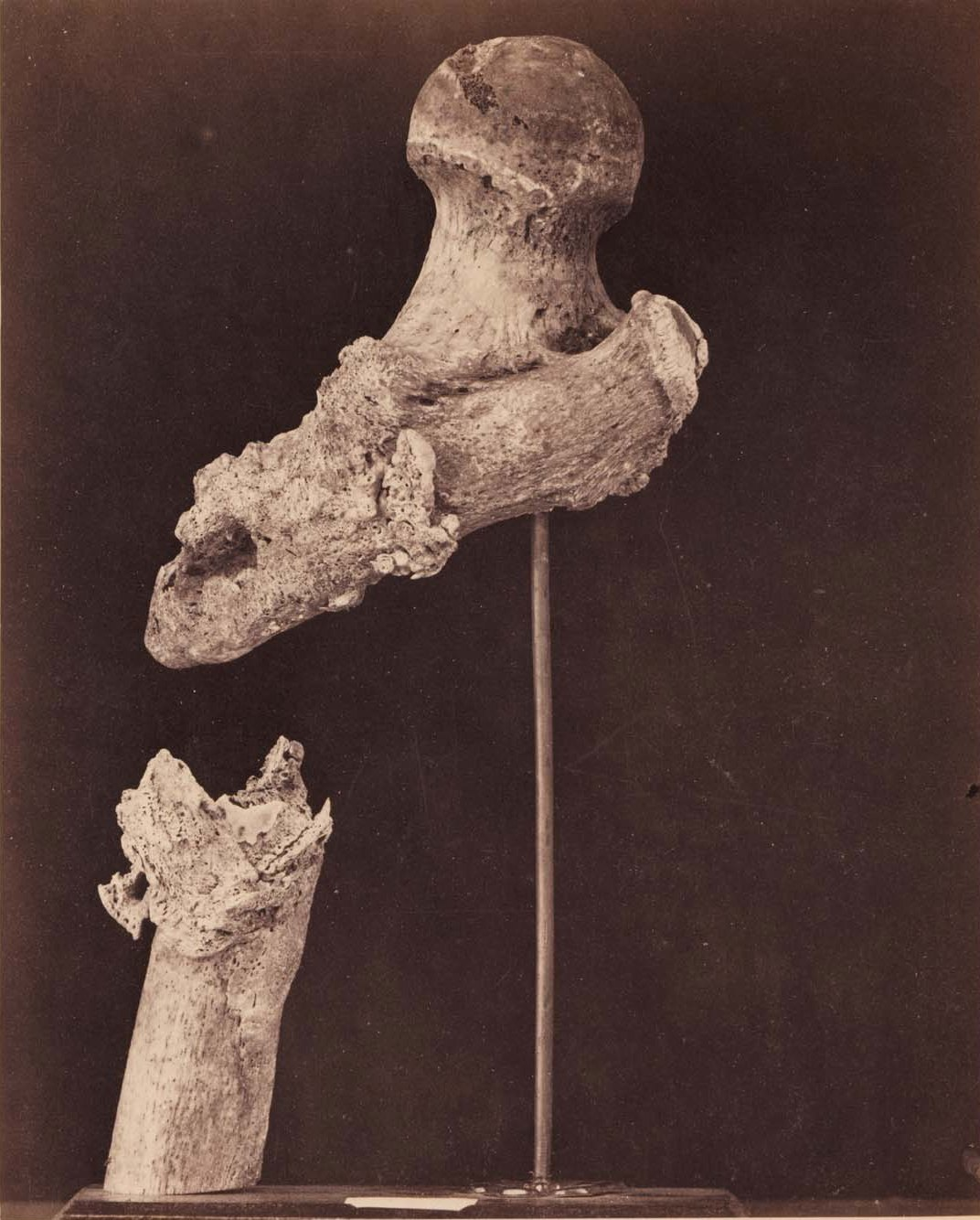
Zlomená stehenní kost poručíka Goodwina, 7 měsíců po zranění střelou, 1865
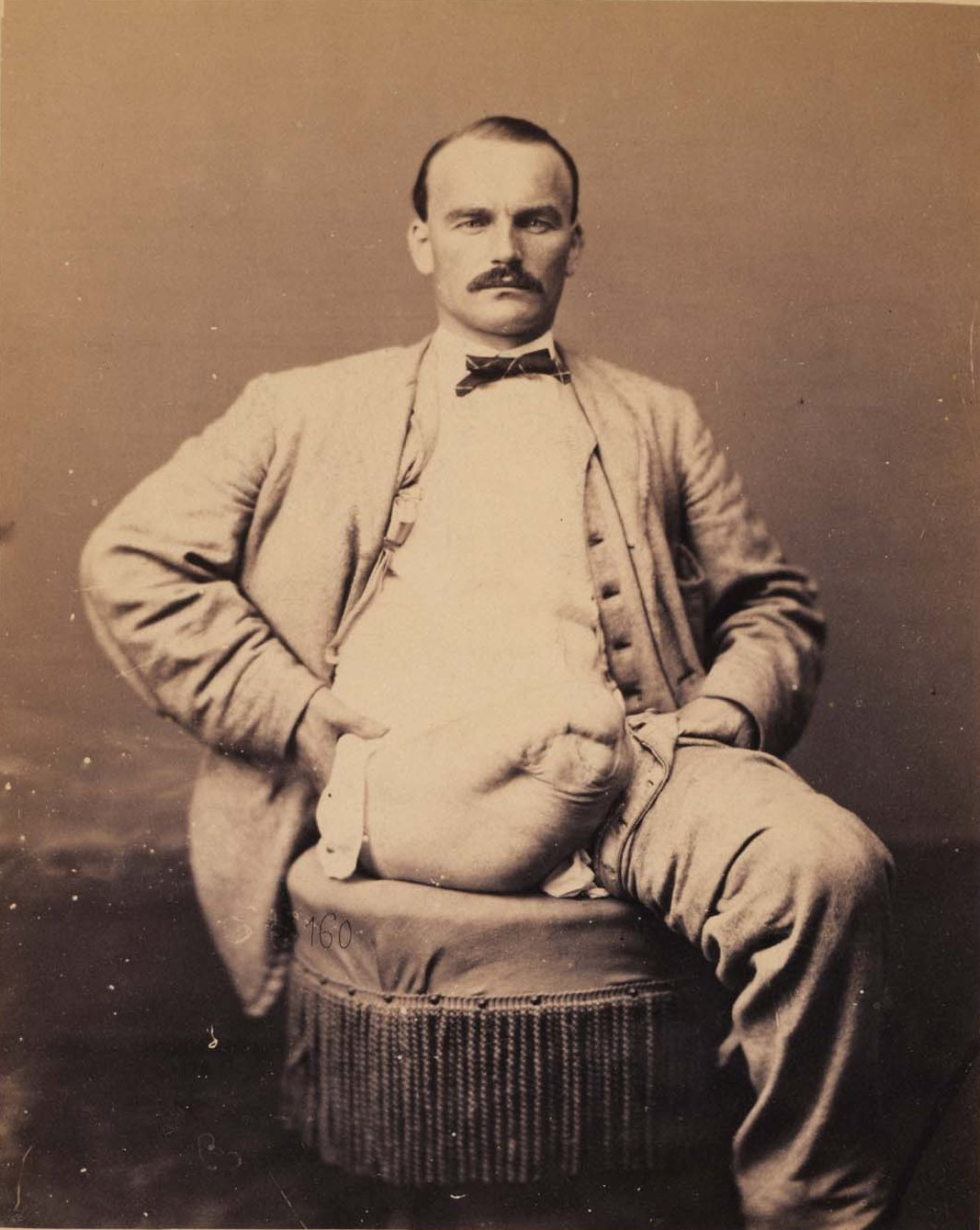
Charles Myer po amputaci nohy, 1865
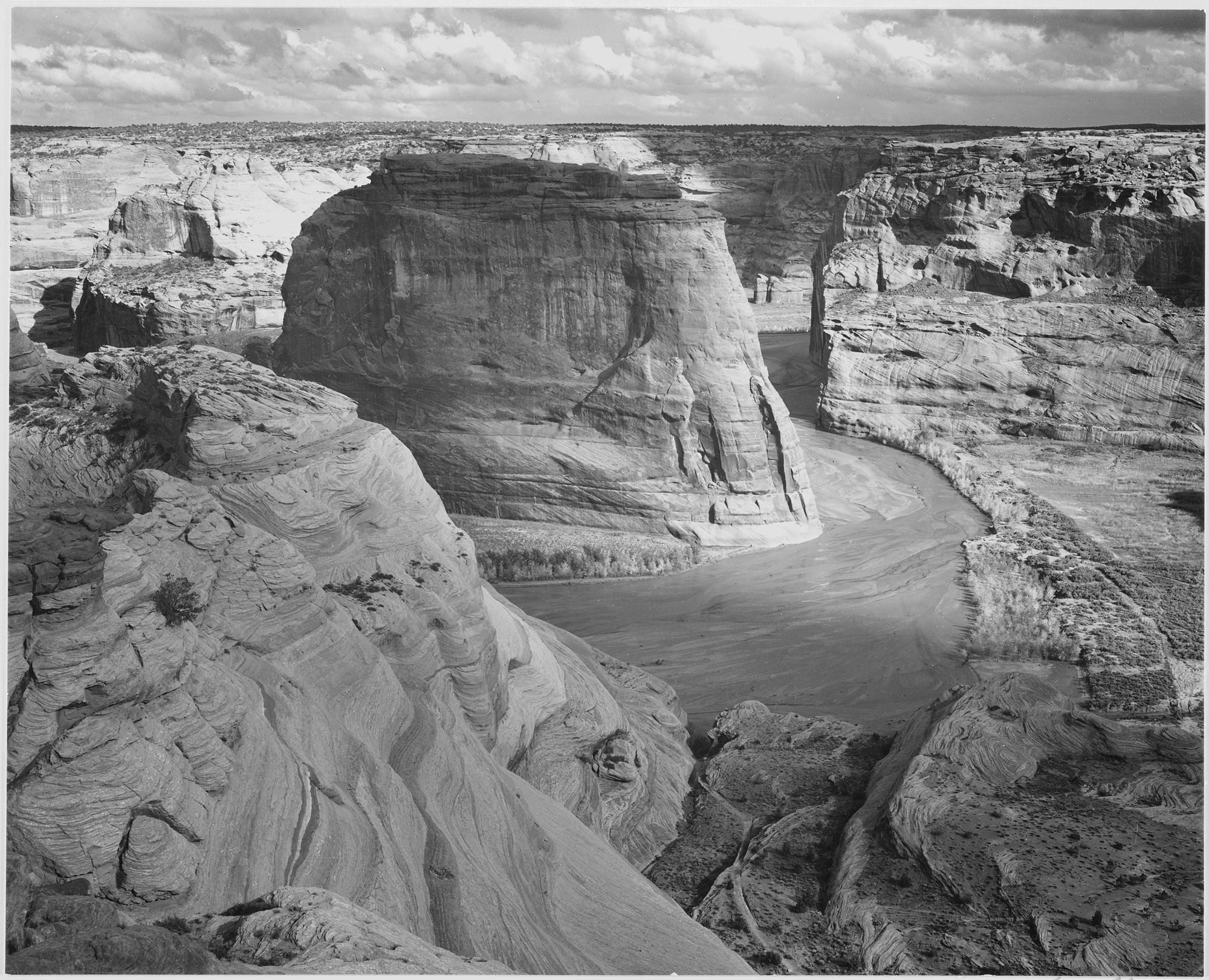
Pohled do údolí z hory Canyon de Chelly, Arizona, 1933 – 1942
Paria Basin, Arizona
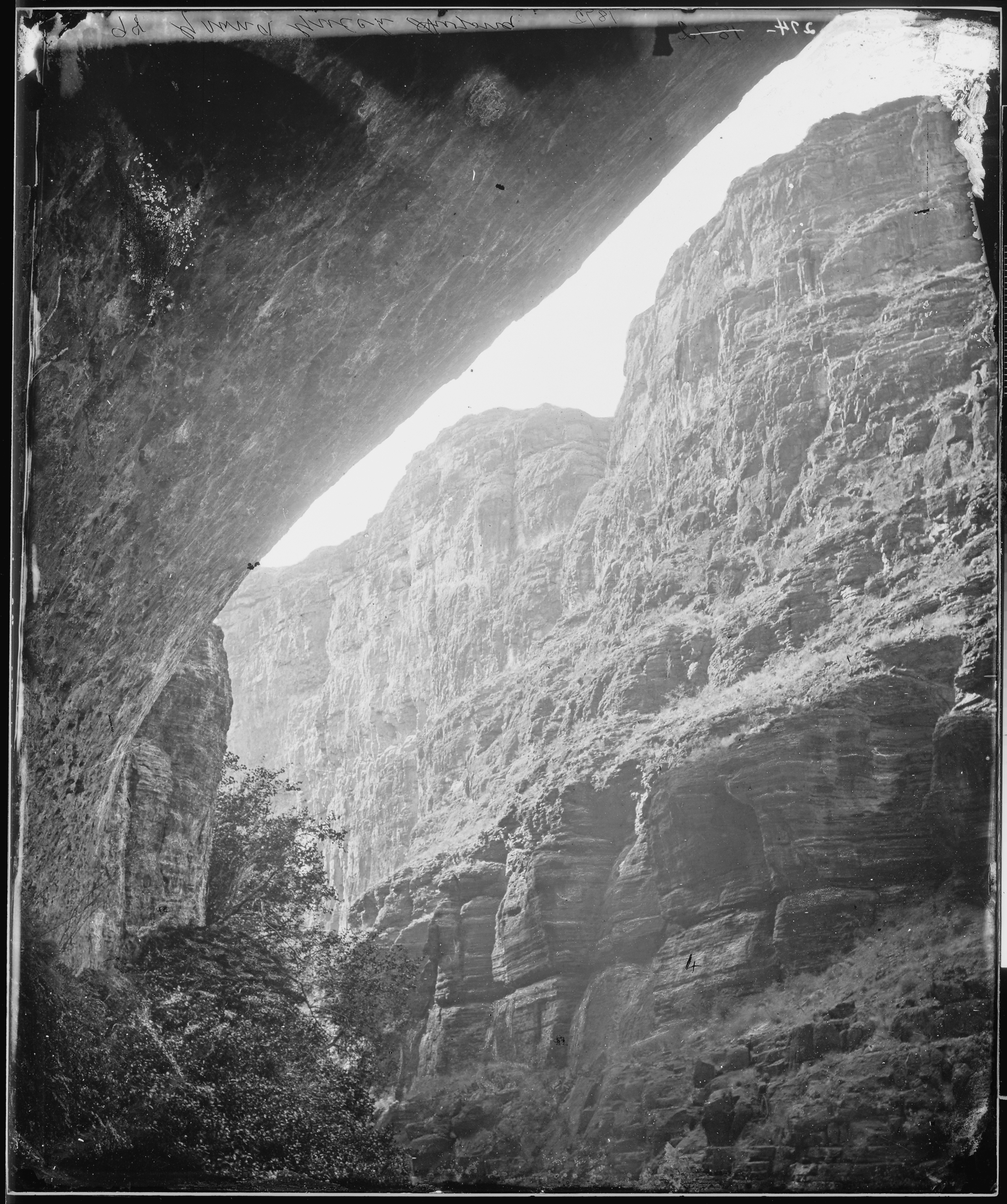
Kanab Canyon, Arizona
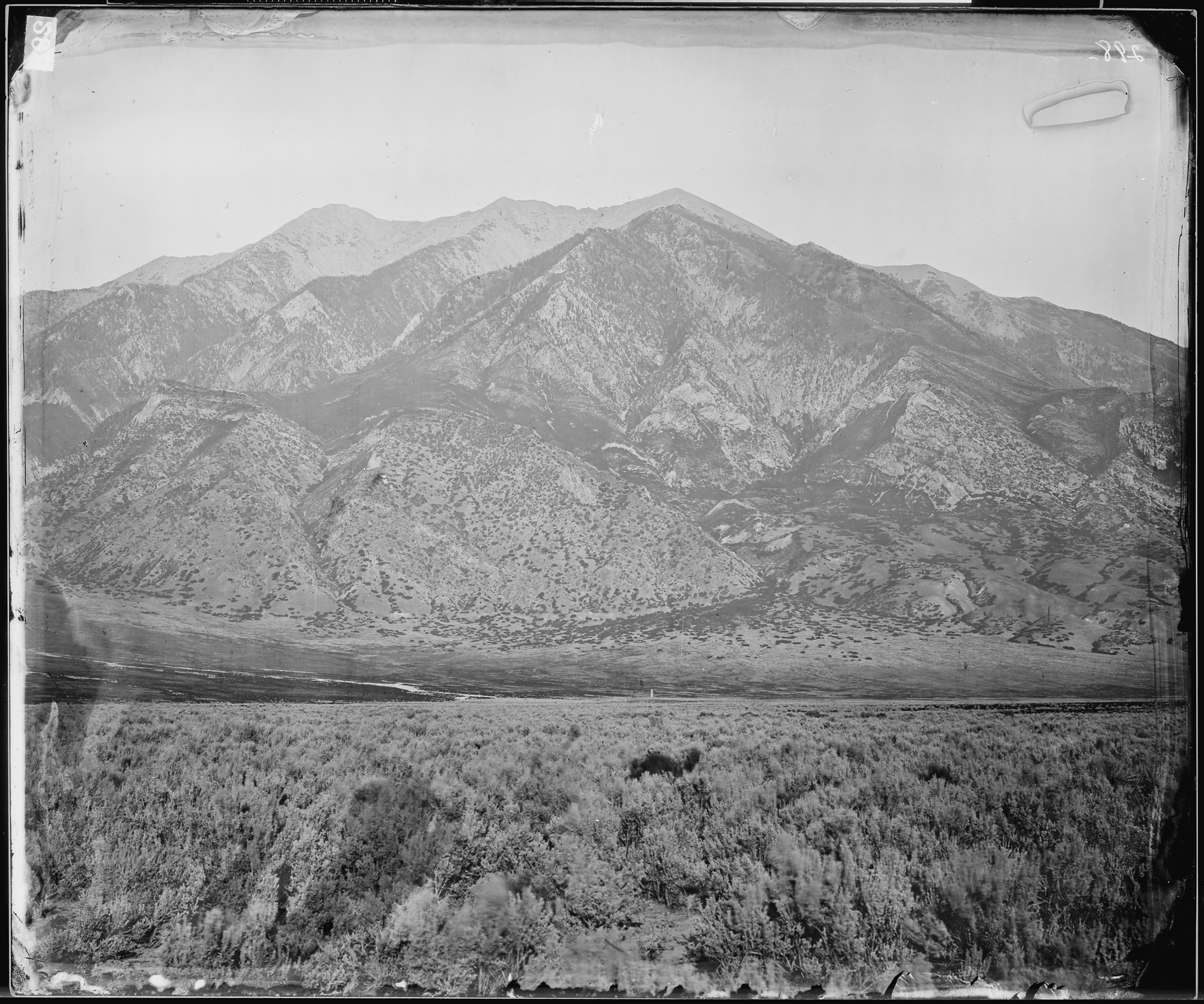
Mount Nebo v Utahu
Grand Canyon